# Brommella bishopi
Brommella bishopi es una especie de Arachnida del género Brommella, de la familia Dictynidae, del orden de las arañas. Es una araña pequeña, el holotipo mide 1,73 mm. Esta especie lleva el nombre en honor a zoólogo estadounidense Sherman Chauncey Bishop. 

## Distribución
Brommella bishopi tiene distribución endémica en California, Estados Unidos, específicamente en el parque nacional de Yosemite en Half Dome.

## Taxonomía
Fue descrita científicamente por Ralph Vary Chamberlin y Willis John Gertsch en 1958. La especie fue descrita bajo el protónimo Pagomys bishopi por Chamberlin y Gertsch y luego incluida en el género Brommella por Braun en 1964.
Tratamiento taxonómico
La especie aparece registrada y publicada en The spider family Dictynidae in America north of Mexico. Bulletin of the American Museum of Natural History, volumen 116, entre las páginas 1 y 152 (1958).